# Adam Miller (hockey sur glace)
Pour les articles homonymes, voir Adam Miller et Miller.
Adam Miller (né le 21 novembre 1984 à Livonia dans le Michigan aux États-Unis) est un joueur professionnel américain de hockey sur glace qui évolue au poste de centre.

## Biographie
Miller est choisi lors du repêchage de 2003 de l'United States Hockey League lors du troisième tour par les Buccaneers de Des Moines alors qu'il évolue avec les Little Caesars de Détroit.
Il joue la saison suivante avec les Buccaneers et inscrit 46 points, le troisième meilleur total de points de son équipe cette saison. Qualifiés pour les séries éliminatoires les Buccaneers sont éliminés dès le premier tour par le Storm de Tri-City, futurs finalistes des séries. Lors de la saison suivante, il rejoint le championnat universitaire et l'équipe des Bulldogs de Ferris State qui évoluent dans la division Central Collegiate Hockey Association.
En 2007-2008, il participe à la fin de la saison avec les Wranglers de Las Vegas dans l'ECHL ; il joue ainsi une dizaine de rencontres de la fin de la saison régulière puis à vingt des rencontres des séries de son équipe. Avec 16 points, il est le cinquième meilleur pointeur de son équipe alors que celle-ci perd en finale de la Coupe Kelly contre les Cyclones de Cincinnati.
Lors de la saison suivante, il joue toujours avec les Wranglers de Las Vegas et se classe troisième pointeur des siens avec 44 réalisations. Les Wranglers sont éliminés en demi-finales de la Coupe Kelly en quatre matchs par les Aces de l'Alaska et Miller est une nouvelle fois le troisième réalisateur de son équipe. Il participe également à dix rencontres de la saison dans la Ligue américaine de hockey avec les Admirals de Milwaukee.
Miller finit meilleur pointeur de son équipe lors de la saison 2009-2010 et le cinquième de toute l'ECHL. Miller est également mis en avant en étant choisi pour jouer le Match des étoiles de l'ECHL, il remporte l'épreuve de vitesse, puis dans la deuxième équipe d'étoiles de l'ECHL à la fin de la saison régulière. D'un point de vue collectif, la saison est moins bonne que les précédentes alors que les Wranglers sont éliminés au premier tour des séries de la Coupe Kelly.
Il quitte l'Amérique du Nord pour la saison 2010-2011 et joue en Finlande et en Suède mais Miller est de retour dans l'ECHL en 2011-2012 avec Las Vegas. Avec 84 points, il connait sa deuxième meilleure saison personnelle dans l'ECHL mais termine tout de même deuxième pointeur de toute la ligue un point derrière Dustin Gazley. Il est une nouvelle fois sélectionné dans la seconde équipe d'étoiles de l'ECHL. Pour la deuxième fois de sa carrière, il accède à la finale de la Coupe Kelly alors que son équipe joue contre les Everblades de la Floride.

## Statistiques
| Saison    | Équipe                    | Ligue          |    | Saison régulière | Saison régulière | Saison régulière | Saison régulière | Saison régulière |   | Séries éliminatoires | Séries éliminatoires | Séries éliminatoires | Séries éliminatoires | Séries éliminatoires |
| Saison    | Équipe                    | Ligue          | PJ | B                | A                | Pts              | Pun              | PJ               | B | A                    | Pts                  | Pun                  |                      |                      |
| 2002-2003 | Little Caesars de Détroit | MNHL           | 85 | 64               | 96               | 160              | -                |                  |   |                      |                      |                      |                      |                      |
| 2003-2004 | Buccaneers de Des Moines  | USHL           | 54 | 22               | 24               | 46               | 33               | 3                | 1 | 2                    | 3                    | 0                    |                      |                      |
| 2004-2005 | Bulldogs de Ferris State  | CCHA           | 36 | 2                | 10               | 12               | 10               |                  |   |                      |                      |                      |                      |                      |
| 2005-2006 | Bulldogs de Ferris State  | CCHA           | 40 | 10               | 13               | 23               | 26               |                  |   |                      |                      |                      |                      |                      |
| 2006-2007 | Bulldogs de Ferris State  | CCHA           | 31 | 9                | 6                | 15               | 16               |                  |   |                      |                      |                      |                      |                      |
| 2007-2008 | Bulldogs de Ferris State  | CCHA           | 39 | 9                | 18               | 27               | 24               |                  |   |                      |                      |                      |                      |                      |
| 2007-2008 | Wranglers de Las Vegas    | ECHL           | 9  | 3                | 5                | 8                | 14               | 20               | 4 | 12                   | 16                   | 22                   |                      |                      |
| 2008-2009 | Wranglers de Las Vegas    | ECHL           | 54 | 13               | 31               | 44               | 41               | 18               | 4 | 9                    | 13                   | 12                   |                      |                      |
| 2008-2009 | Admirals de Milwaukee     | LAH            | 10 | 1                | 0                | 1                | 6                |                  |   |                      |                      |                      |                      |                      |
| 2009-2010 | Wranglers de Las Vegas    | ECHL           | 72 | 33               | 53               | 86               | 102              | 5                | 1 | 2                    | 3                    | 8                    |                      |                      |
| 2010-2011 | IF Troja-Ljungby          | Division 1 Suè | 37 | 11               | 26               | 37               | 30               |                  |   |                      |                      |                      |                      |                      |
| 2010-2011 | Ässät                     | SM-liiga       | 5  | 0                | 1                | 1                | 0                |                  |   |                      |                      |                      |                      |                      |
| 2011-2012 | Wranglers de Las Vegas    | ECHL           | 71 | 32               | 52               | 84               | 45               |                  |   |                      |                      |                      |                      |                      |
| 2012-2013 | KHL Medveščak             | EBEL           | 53 | 18               | 31               | 49               | 27               | 6                | 1 | 3                    | 4                    | 8                    |                      |                      |
| 2013-2014 | Nippon Paper Cranes       | Asia League    | 42 | 25               | 48               | 73               | 58               | 7                | 1 | 8                    | 9                    | 6                    |                      |                      |
| 2014-2015 | Dornbirner EC             | EBEL           | 15 | 1                | 7                | 8                | 8                | -                | - | -                    | -                    | -                    |                      |                      |
| 2014-2015 | Frederikshavn White Hawks | Metal Ligaen   | 21 | 10               | 19               | 29               | 38               | 12               | 7 | 13                   | 20                   | 12                   |                      |                      |
| 2015-2016 | Frederikshavn White Hawks | Metal ligaen   | 45 | 19               | 47               | 66               | 48               | 13               | 5 | 10                   | 15                   | 14                   |                      |                      |
| 2016-2017 | Rouen hockey élite 76     | Ligue Magnus   | 44 | 10               | 30               | 40               | 22               | 19               | 2 | 16                   | 18                   | 26                   |                      |                      |
| 2017-2018 | Orli Znojmo               | EBEL           | 17 | 3                | 5                | 8                | 10               | -                | - | -                    | -                    | -                    |                      |                      |
| 2017-2018 | Esbjerg fB Ishockey       | Metal Ligaen   | 9  | 4                | 7                | 11               | 0                | 14               | 6 | 7                    | 13                   | 12                   |                      |                      |
| 2018-2019 | Americans d'Allen         | ECHL           | 62 | 16               | 31               | 47               | 67               | -                | - | -                    | -                    | -                    |                      |                      |

## Trophées et honneurs personnels
- 2009-2010
  - sélectionné pour jouer le Match des étoiles de l'ECHL
  - joueur du mois de mars
  - cinquième meilleur pointeur de l'ECHL
  - sélectionné dans la seconde équipe d'étoiles de l'ECHL
- 2011-2012
  - deuxième meilleur pointeur de l'ECHL
  - sélectionné dans la seconde équipe d'étoiles de l'ECHL
- 2013-2014
  - champion de l'Asia League
  - meilleur pointeur de l'Asia League